# Millennials (serie de televisión)
Millennials es una serie de televisión argentina de drama, comedia y romance que consta de 3 temporadas. La ficción cuenta la historia de seis millennials, y la vida de los que nacieron en la era tecnológica, sus amores, sus intereses y sus conflictos. La serie comenzó su rodaje en octubre de 2018 y fue estrenada el 26 de noviembre del mismo año. Está protagonizada por Nicolás Riera, Laura Laprida, Juan Guilera, Johanna Francella, Matías Mayer, Noelia Marzol y Gastón Soffritti.
En mayo de 2019, se anunció que la serie había sido renovada para una segunda temporada la cual contó con 24 episodios y que fueron emitidos al aire a partir del 24 de junio de 2019. En octubre de 2020, se confirmó que fue renovada para una tercera temporada de 15 episodios, cuyo estreno fue el 21 de mayo de 2021 en Netflix.

## Sinopsis

### Primera temporada
La serie narra la historia de seis jóvenes nacidos en la era del auge digital, de los cuales tres de ellos Benjamín, Rodrigo y Juan Manuel tienen como gran proyecto emprender su propia compañía empresarial mediante la creación de una aplicación sobre comidas para los dispositivos tecnológicos. Para ello, su manera de realizarla es a través del coworking, donde estarán acompañados por sus respectivas parejas Ariana, Alma y Florencia quienes les brindarán la ayuda para lograrlo y a su vez desarrollarán su propia app para apuntes universitarios. Sin embargo, la rivalidad no sólo comenzará cuando llegue el momento del éxito y del reconocimiento por el cual han trabajado, sino también, cuando los mismos integrantes de la oficina comiencen a fijarse afectuosamente en la pareja del otro, llevando a conflictos, engaños, intereses y la avaricia. Así, esta nueva forma de trabajar y relacionarse pondrá a prueba su amistad y el vínculo amoroso de cada pareja.

### Segunda temporada
Luego de la inesperada partida de Ariana, quien no dejó información alguna sobre su paradero, Benjamín, tres meses después de lo acontecido rehace su vida, estableciendo una nueva relación amorosa con otra chica, quien no tendrá las mejores intenciones con él, ni con su círculo de amigos, a quienes la nueva conquista de Benjamín no termina de agradar. Por su parte, Florencia y Juanma se comprometen y se encuentran en plena organización de su casamiento, el cual se verá frustrado por una revelación inesperada que afectará emocionalmente a un miembro de la pareja, mientras que Rodrigo, alejado de Alma, se encuentra trabajando como empleado de su hermana, ya que tras su mala administración perdió la empresa que heredó de su padre. Sin embargo, el grupo de amigos se verá sorprendido por el regreso de una persona que hará que sus vidas cambien nuevamente y tendrán que acomodarse en ello.

### Tercera temporada
Pocos meses después de la noticia del embarazo de Ariana y la partida de Juanma en un viaje de autoconocimiento por el mundo, sus amigos cambian su estilo de vida rotundamente. Por un lado, Alma y Rodrigo, tienen la tarea de llevar adelante un hogar en paralelo a la crianza de su bebé Valentín, lo cual cambiará la percepción de Rodrigo sobre su pareja, ya que descubre que siente deseos por otra persona de su mismo sexo. Mientras tanto, Ariana afronta un embarazo complicado, porque no sabe quién es el verdadero padre de su hijo y debe hacerse cargo de la empresa de su padre que va camino a la quiebra. Por su parte, Benjamín tendrá que resolver qué hacer con su vida cuando se la aparece un hijo no reconocido y de quien no sabía su existencia. En cambio, Axel liderará el coworking a través del lanzamiento de la plataforma Shine Bag y su relación con Florencia lo llevará a experimentar otras formas de placer más allá del voyeurismo. De vuelta en Argentina, Juanma decide esconderse en la casa de Alma y Rodrigo, ya que escapa de un crimen sexual que aparentemente ha cometido.

## Elenco
| Nicolás Riera     | Benjamín Céspedes           | Principal | Principal  | Principal |
| Laura Laprida     | Ariana Beltrán              | Principal | Principal  | Principal |
| Juan Guilera      | Juan Manuel «Juanma» Losada | Principal | Principal  | Principal |
| Johanna Francella | Alma Carrizo                | Principal | Principal  | Principal |
| Matías Mayer      | Rodrigo Ruiz                | Principal | Principal  | Principal |
| Noelia Marzol     | Florencia «Flor »Argañaraz  | Principal | Principal  | Principal |
| Gastón Soffritti  | Axel Forte                  | Invitado  | Recurrente | Principal |

### Secundario
- Luisa Drozdek como Gabriela Calderone
- Agustina Mindlin como Julia Ruiz
- Santiago Talledo como Facundo Ventura
- Chang Sung Kim como Alberto
- Osmar Núñez como Mauricio Beltrán
- Fabio Aste como Octavio Céspedes

### Participaciones
| Temporada 1 - Eugenia Alonso como Mirta - Jey Mammon como Psicólogo Córdoba - El Polaco como el «Pulpo» - Nicolás Occhiato como Peter - Federico Baron como Martín Demarco - Nacho Sureda como Brian - Lucas Velasco como Luca Banegas - Lili Popovich como Raquel Gorostiza - Bárbara Vélez como Paula - Rodrigo Gual como Adrián - Cala Zavaleta como Belén - Emanuel García como Lautaro - Rodrigo Noya como el «Fisura» - Walter Donado como Álvarez - Andrés Gil como Mario - Gabriel Gallichio como Juan Cruz - Luli Torn como Lila - Miriam Lanzoni como Licenciada Antúnez | Temporada 2 - Stefanía Roitman como Natalia Álvarez - Valentina Frione como Malena - Pasta Dioguardi como Padre de Facundo - Sonia Zavaleta como Pilar - Romina Giardina como Virginia Conte - Agustín Casanova como Ramiro Salazar - Sabrina Fogolini como Lola - Camila Mateos como Ana Forte - Francisco Andrade como Pablo - Facundo Gambandé como Mirko - Felipe Colombo como Leo - Adriana Salonia como Vilma - Diego Ramos como Pedro Ramallo - Germán Tripel como Germán - Gastón Vietto como Gastón - Florencia Ventura como Jimena Montes - Chule Von Wernich como Ella misma - Jennifer Biancucci como María Paz | Temporada 3 - Gerardo Chendo como Ramiro - Giuliano Montepaone como Ariel - Benicio Chendo como Lautaro - Sofía Peña como Clash - Juan Cruz Márquez como Fran - Gonzalo Gravano como Facundo - Juan Manuel Martino como Uriel Cruz - Santiago Alonso como Carlos - Victoria Carreras como Lili - Virginia Garófalo como Indra - Javier Niklison como Emilio Viggiano - Marcela Baños como Ella misma |

## Temporadas
| Temporada | Temporada | Episodios | Emisión original        | Emisión original    | Cadena  | Cadena |
| Temporada | Temporada | Episodios | Inicio                  | Final               | Cadena  | Cadena |
| --------- | --------- | --------- | ----------------------- | ------------------- | ------- | ------ |
|           | 1         | 24        | 26 de noviembre de 2018 | 20 de junio de 2019 | Net TV  |        |
|           | 2         | 24        | 24 de junio de 2019     | 1 de agosto de 2019 | Net TV  |        |
|           | 3         | 15        | 21 de mayo de 2021      | 21 de mayo de 2021  | Netflix |        |

## Desarrollo

### Producción
La empresa Editorial Perfil, buscaba crear una serie de televisión que se adapte a la era actual para transmitirlo en su nuevo canal de aire y que la misma estuviera destinada al público juvenil. Por ello, encargaron a la productora Kuarzo Entertainment Argentina la responsabilidad de abordar el proyecto, el cual tendría como premisa las distintas historias de un grupo de jóvenes milenarios que se encuentran inmersos en el mundo digital y los conflictos que conlleva la misma. De esta manera se anunció en julio de 2018, que el nombre elegido para la ficción sería Millennials y que su fecha de estreno estuvo programada para el 26 de noviembre del mismo año. Más tarde, se informó que la serie contaría con una segunda temporada que fue estrenada el 10 de junio de 2019.
El 3 de octubre de 2020, se anunció que Millennials fue renovada para una tercera temporada, la cual contará con 15 episodios y sus grabaciones empezaron durante la tercera semana de octubre del mismo año, bajo los protocolos de sanidad aprobados por el Gobierno de la Ciudad de Buenos Aires, debido a la pandemia por el Covid-19 y finalizaron el 23 de diciembre. A su vez, se comunicó que esta tercera entrega contaría con Pedro Levati como el nuevo el director, que se sumarían a Mariano Hueter como productor ejecutivo y que tanto Rodo Servino como José Militano serían los nuevos responsables de elaborar el guion junto a Kweller.

### Localización
Millennials fue rodada en la provincia de Buenos Aires, Argentina, lugar donde se utilizó el Estudio Mayor de Kuarzo Entertainment del barrio de Palermo para grabar la mayor parte de las escenas como las situaciones en el espacio de trabajo integrativo o los departamentos donde viven los personajes principales. Además, la empresa productora montó un estudio en Villa Urquiza destinado para las demás escenas de la serie. Para la tercera temporada, los productores decidieron buscar nuevas locaciones de exterior y casas para el rodaje, eligiendo lugares como Villa Devoto, Caballito y conservaron el Estudio Mayor en Palermo.

### Casting
Luego del anuncio de la producción de la serie, la selección del reparto se basó en buscar a actores que hayan nacido durante las décadas a la cual corresponde la generación millennial. En julio de 2018, se informó que Laura Laprida, Juan Guilera, Johanna Francella y Matías Mayer serían los protagonistas de la ficción. En septiembre del mismo año, se confirmó que Nicolás Riera y Noelia Marzol fueron los últimos actores que se unieron al elenco principal. También se había informado que Victorio D'Alessandro, Inés Palombo y Juana Viale iban a tener papeles en la serie, sin embargo, ninguno de los tres actores llegaron a formar parte del reparto por razones desconocidas.
Tras confirmarse la renovación de la segunda temporada de la serie, se anunció que Riera, Laprida, Guilera, Francella, Mayer y Marzol volverían a interpretar su respectivos roles, junto con la participación de Agustín Casanova, Diego Ramos, Germán Tripel, Facundo Gambandé, Gastón Vietto, Stefanía Roitman y Felipe Colombo en papeles recurrentes. En octubre de 2020, se informó que el personaje de Soffritti fue promovido al elenco principal para la tercera temporada.

## Lanzamiento

### Transmisión
Netflix adquirió los derechos de  Millennials para su transmisión internacional, haciendo disponible la primera temporada de la serie el 16 de marzo de 2019. El 5 de noviembre de 2019, la plataforma streaming estrenó la segunda temporada de la serie. El 21 de mayo de 2021, Netflix estrenó la tercera temporada.

### Publicidad
El primer tráiler fue lanzado a principios de octubre de 2018, mientras que unos teasers adicionales sobre los personajes principales fueron estrenadas en ese mes. Al mes siguiente, Net TV además promocionó el primer capítulo de la serie, publicando un adelanto de 20 minutos en su página web oficial.

## Recepción

### Comentarios de la crítica
El periodista Darío Doallo del periódico Clarín otorgó a la serie una crítica medianamente positiva, afirmando que la ficción «no presenta grandes novedades acordes a estos tiempos. Se trata de tres parejas heterosexuales, siendo los hombres los responsables del trabajo, mientras que las mujeres aún están en la etapa de la facultad o de apoyo sentimental para ellos. Sumado a que el relato también es clásico y costumbrista, en cuanto a la forma de contar y mostrar en pantalla». Sin embargo, rescató que el inicio de la serie «resultó entretenido, con destacadas actuaciones por parte de Nicolás Riera y todo el elenco principal, y además resaltó las actuaciones secundarias de Chang Sung Kim y Fabio Aste, quienes aportan la cuota de humor en la historia».
El sitio web Television.com.ar elogió tanto a la trama de la serie, como las actuaciones del reparto principal, destacando que la ficción «ofrece una mirada crítica sobre una generación avasallante. Con humor y acidez, la tira expone el lado oscuro de los jóvenes de hoy. Ambiciosos, inmaduros, inseguros, materialistas y egocéntricos. Esas son algunas de las características de los personajes centrales de la serie de Net TV».

### Premios y nominaciones
| Lista de premios y nominaciones | Lista de premios y nominaciones | Lista de premios y nominaciones             | Lista de premios y nominaciones | Lista de premios y nominaciones | Lista de premios y nominaciones | Lista de premios y nominaciones |
| Año                             | Organización                    | Categoría                                   | Nominado/a (s)                  | Resultado                       | Ref(s)                          |                                 |
| ------------------------------- | ------------------------------- | ------------------------------------------- | ------------------------------- | ------------------------------- | ------------------------------- | ------------------------------- |
| 2019                            | Premios Notirey                 | Mejor ficción diaria                        | Millennials                     | Nominado                        | [ 26 ]                          |                                 |
| 2019                            | Premios Notirey                 | Mejor actriz protagonista de ficción diaria | Johanna Francella               | Nominada                        | [ 26 ]                          |                                 |
| 2019                            | Premios Notirey                 | Mejor actor de reparto                      | Santiago Talledo                | Nominado                        | [ 26 ]                          |                                 |
| 2020                            | Premios Notirey                 | Mejor ficción                               | Millennials                     | Nominado                        | [ 27 ]                          |                                 |